# Papitour
Papitour è il secondo album dal vivo da solista di Miguel Bosé, il primo mai uscito in Italia (nel 1991, è uscito "Directo '90" - e la corrispondente versione solo per il mercato francese, leggermente diversa, intitolata semplicemente "Directo" - mentre il doppio live congiunto, "GiraDos En Concierto", con la ex-cantante dei Mecano, Ana Torroja, è del 2000). Il secondo live solista è stato pubblicato alla fine del 2007, dall'etichetta Carosello, con distribuzione della major Warner Music, che aveva già pubblicato, all'inizio dello stesso anno, l'album/raccolta di duetti "Papito", che ha polverizzato un gran numero di record, nel corso della stagione, in tutto il mondo. Il lavoro ha conquistato, finora, un totale di 8 dischi di platino e 6 dischi d'oro, ottenendo, nella sola Italia, 2 dischi d'oro e 1 di platino, dove è uscita soltanto l'edizione singola, in una versione speciale, contenente, invece delle 15 tracce dell'edizione singola internazionale, un totale di 16 canzoni, con 14 brani nella regolare track listing e 2 bonus tracks (tratte dalla versione spagnola, che è invece doppia, con 30 tracce), una delle quali costituita dal duetto con Mina, in Agua y sal, adattamento in lingua spagnola di Acqua e sale, già portata al successo dalla stessa Mina, assieme ad Adriano Celentano, scelta come unico singolo italiano, mentre i singoli distribuiti al livello globale sono stati 3: Nena con Paulina Rubio, Si tú no vuelves con Shakira e Morenamía con Julieta Venegas.

## Descrizione
Il nuovo album dal vivo prende forma così, innestandosi su questo background di lusso, tanto che l'etichetta ha fatto uscire subito proprio una doppia edizione deluxe, che comprende, oltre al CD audio, con 18 brani, anche un DVD, con 31 pezzi, gli stessi 18 del CD più altri 13, ovviamente tutti in formato video, in cui si ripropone lo straordinario concerto spagnolo, tenutosi a Las Ventas, nella storica Plaza de Toros, a Madrid, il 21 giugno del 2007, in cui Miguel, in due ore e mezza, ha re-interpretato i suoi più grandi successi di tutti i tempi, tutti cantati in spagnolo, tranne l'intraducibile Super Superman, unica concessione della serata alla lingua inglese, presentandone 5 (inseriti solo nel DVD) con altrettanti ospiti, già incontrati nella versione in studio del precedente "Papito": Corazones con Ana Torroja (la ex cantante del gruppo spagnolo dei Mecano, famosi anche in Italia, soprattutto per l'adattamento del brano Hijo de la luna in Figlio della luna), l'unico brano inedito del doppio live congiunto, non incluso nella versione singola italiana a 16 tracce e, quindi, praticamente inedito in Italia; Este mundo va (versione originale di Questo mondo va, uno dei due inediti del "Best of Miguel Bosé" del 1999) con Leonor Watling; Manos vacías (rinominata, per l'occasione, Con las manos vacías) con Rafa Sanchez; Como un lobo (versione spagnola di Lay down on me) insieme alla giovane nipote Bimba Bosé; e, infine, con l'eccentrica cantante Alaska, Amante bandido. Anche questa canzone è stata ribattezzata: intitolata in italiano Indio, è diventata qui semplicemente Bandido, come l'omonimo album che la conteneva, Bandido, del 1984, lavoro a cui Bosé è molto legato, il disco della svolta artistica e dell'emancipazione dal «bravo ragazzo», nonché il long playing che gli tolse il successo in Italia, non ancora pronta a quella musica troppo matura e a quel look eccessivamente trasgressivo, ma che gli regalò invece il successo internazionale a tutto campo, trainato proprio da Amante bandido e dal suo videoclip, con un Miguel protagonista, nei panni di un personaggio a cavallo tra Superman e Indiana Jones.
L'edizione deluxe dell'album è uscita in doppia confezione digipack, contenente un libretto essenziale con tutti i credits, i titoli dei brani, gli autori e alcune foto. La copertina è identica a quella di "Papito", con l'unica differenza dello sfondo, che lì era bianco, mentre qui è nero. Altra curiosità, mentre anche la foto di Bosé in copertina è la stessa del precedente lavoro, quella riprodotta su fronte e retro del libretto compare invece priva di tatuaggi, il che potrebbe forse riferirsi alla promessa fatta dal cantante all'inizio della lavorazione del primo "Papito", quando, del tutto ignaro del successo enorme che avrebbe riscosso il disco, disse ai colleghi che, se avesse superato un tot di vendite (la cifra menzionata all'epoca era peraltro irrisoria), si sarebbe fatto veramente tatuare i loro volti sul corpo, come nella foto di copertina. Visti i riconoscimenti, portati dalle vendite da capogiro dell'album, la foto priva di tatuaggi va forse interpretata in relazione a quell'aneddoto.

## Tracce

### CD
1. Sereno - 3:58
2. Duende - 2:24
3. Nena - 4:31
4. Bambú - 5:02
5. Salamandra - 4:00
6. Sevilla - 4:22
7. Partisano - 4:07
8. Amiga - 5:29
9. Teorema - 2:23
10. Creo en ti - 2:49
11. Morir de amor - 2:29
12. Linda - 3:00
13. Don Diablo - 3:49
14. Super Superman - 3:48
15. Te amaré - 5:00
16. Morenamía - 3:52
17. Si tú no vuelves - 5:15
18. Nada particular - 6:56

### DVD
1. Sereno (Bosé/Ferrario/Grilli)
2. Duende (Bosé/Ansell)
3. Nena (Bosé/Aldrighetti/Ierovante)
4. El hijo del Capitán Trueno (Bosé/Ferrario/Grilli)
5. Bambú (Bosé/Ferrario/Grilli)
6. Gulliver (Bosé/Ferrario/Grilli)
7. Salamandra (Bosé/Ameli)
8. Sevilla (Bosé/Aldrighetti/Avogadro/Cossu)
9. Este mundo va  [duetto con Leonor Watling]  (Bosé/Ferrario/Grilli)
10. Mirarte (Bosé/Ferrario/Grilli)
11. Partisano (Bosé/Giagni)
12. Sol forastero (Bosé/Ferrario/Grilli)
13. Amiga (Escolar)
14. Teorema (Bosé/Perales)
15. Creo en ti (Bosé/Perales)
16. Morir de amor (Bosé/Perales)
17. Linda (Facchinetti/Negrini/Escolar)
18. Don Diablo (Bosé/Linzer/Rossell-Brown)
19. Super Superman (Bosé/Felisatti/Vaona)
20. Te amaré (Bosé/Calderón)
21. Los chicos no lloran (Bosé/Ferrario/Grilli)
22. Con las manos vacías  [duetto con Rafa Sanchez]  (Cid/Bolín)
23. Morenamía (Bosé/Ferrario/Grilli)
24. Como un lobo  [duetto con Bimba Bosé]  (Bosé/Vanni/D'Onofrio/Costa/Tazzi/Ogletree)
25. Si tú no vuelves (Bosé/Ferrario/Grilli)
26. Nada particular (Bosé/Cullum/McLelland/Toulson-Clarke)
27. La belleza (Aute)
28. Olvídame tú (Ascanio/Palau)
29. Corazones  [duetto con Ana Torroja]  (Torroja/Bosé/Ferrario/Grilli)
30. Bandido  [duetto con Alaska]  (Bosé/Aldrighetti/Avogadro/Ameli/Cossu)
31. Nena (Bosé/Aldrighetti/Ierovante)

## Crediti

### Musicisti
- Miguel Bosé: voce e produzione audio
- Pedro Andrea: chitarra
- Alberto «Tolo» Pueyo: chitarra e cori maschili
- Iñaki García: tastiere
- Yuri Nogueira: batteria
- Mikel Irazoki: basso, cori maschili e direzione musicale
- Helen de Quiroga, Mili Vizcaíno: cori femminili
- Leonor Watling (per Universal Music Spain): voce in duetto Este mundo va
- Rafa Sanchez: voce in duetto Con las manos vacías
- Bimba Bosé: voce in duetto Como un lobo
- Ana Torroja (per Sony BMG Music Spain): voce in duetto Corazones
- Olvido «Alaska» Gara: voce in duetto Bandido

### Staff audio
- Peter Walsh: produzione audio, tecnico del suono per la registrazione e per il missaggio
- José María Rosillo: collaborazione alla registrazione
- Borja Loroño, Álvaro González, Daniel Bartolomé: assistenza tecnica alla registrazione
- Pepo Schermann: editing supplementare
- Carlos Hernández: assistenza al missaggio
- Claudio Giussani: masterizzazione
- Call & Play: equipaggiamento di registrazione
- Studi PKO: studi di missaggio
- Nautilus Mastering, Milano: studi di masterizzazione

### Staff video
- Eduardo Sánchez per Cavaro Audiovisual: regia e realizzazione
- Manolo Roldáan: produzione
- Álvaro Andrés: assistente alla realizzazione
- Patricia «Pirula» Mateos: assistente alla produzione
- Álvaro González, «Marselo» Torreta, David del Moral, Javier Zago, Joan Karacsony, Alexis Prado, Gorka Iriondo, Jorge «El lejía», Ángel del Moral: cameraman
- Iván García: realizzazione schermi
- Iván Prado: realizzazione diretta TV
- Pablo Lara Parra: assistente Cavaro
- Inés Grazziati, Arrate Garmendia: make-up
- Anabel Peluqueros: parrucchiere
- Alaska Producciones: «supertechno»
- Movican: «testa calda e viaggi»
- Unidad Móvil de Alta Definición de Telefónica Servicios Audiovisuales: registrazione
- Cavaro Audiovisual per la Warner Music Benelux B.V.: produzione

### Personale Papitour 2007
- Antonio Espino: tour manager
- Pablo Natale, David «Ruso» Rey: stage manager
- Wifred Lasbleiz: tecnico del suono PA
- Herman Cools: tecnico dei monitor
- Juanjo Beloqui: tecnico delle luci
- Fernando Díaz: tour sound designer
- Luis Pastor: scenografia
- Miguel Piñeiro: tecnico catalyst
- Beatriz Pérez: assistente personale di Miguel Bosé
- Liliana García: product manager
- Stage & Rigging: luci
- Apogee: sound
- Fernando Varas: trasporto attrezzature
- Hermanos Montoya: trasporto staff
- Manuel Bustamante: direttore della produzione
- Miguel Betancourt: amministratore della produzione
- Rosa Lagarrigue:manager
- Davidelfin: direzione artistica
- Aka Estudio: grafica & design
- GrandeGraphix: illustrazioni
- Ricky Dávila: fotografia
- RLM: produzione tour e contrattazione

## Classifiche
| Classifica (2007) | Posizione raggiunta |
| ----------------- | ------------------- |
| Italia            | 45                  |
| Messico           | 1                   |
| Spagna            | 3                   |